# امیلی بالدونی
امیلی بالدنی (به انگلیسی: Emily Baldoni) (زادهٔ ۳ اوت ۱۹۸۴) بازیگر سوئدی است.
از فیلم‌های معروف او می‌توان به فیلم ارواح دوست‌دخترهای سابق اشاره کرد.